# Georg Michaelis
Georg Michaelis, född 8 september 1857 i Haynau, död 24 juli 1936 i Bad Saarow, var en tysk jurist och politiker (partilös). Han var Tysklands rikskansler mellan juli och oktober 1917, Preussens ministerpresident och utrikesminister mellan juli och december 1917 och överpresident i provinsen Pommern 1918–1919.
Michaelis, som växte upp i Frankfurt an der Oder, studerade juridik vid universiteten i Breslau, Leipzig och Würzburg. Från 1885 till 1889 undervisade han i juridik vid Dokkyo-universitetet i Tokyo. Vid hemkomsten från Japan slog han in på en tjänstemannabana inom den preussiska förvaltningen. 1909 blev han undersekreterare i det preussiska finansministeriet. I juli 1917, när Theobald von Bethmann Hollweg tvingades avgå som rikskansler på grund av det dåliga läget i kriget, utnämndes Michaelis till kansler av kejsar Vilhelm II. Han entledigades dock redan i oktober samma år då han sågs som alltför mycket en nickedocka åt den tyska militärledningen, Paul von Hindenburg och Erich Ludendorff.
1918–1919 var han överpresident i provinsen Pommern och som sådan fick han uppleva arbetarrevolten under revolutionen 1918. Michaelis försökte samarbeta med de bonde- och arbetarsovjeter som tog makten i Pommern, men han byttes trots det ut av den socialistiska regeringen.
Lustigt nog blev inte Michaelis politiskt aktiv förrän efter sin ämbetstid som rikskansler och överpresident. 1921 blev han medlem av det tyska nationalkonservativa högerpartiet, DNVP. Georg Michaelis var den förste icke-adlige rikskanslern i Tyskland.